# Calosoma leleupi
Calosoma leleupi is een keversoort uit de familie van de loopkevers (Carabidae). De wetenschappelijke naam van de soort werd voor het eerst geldig gepubliceerd in 1962 door Pierre Basilewsky.